# Jessé Fléché
Jessé Fleché (fl.  1610-1611) est un prêtre missionnaire en Acadie.

## Biographie
Jessé Fleché naît à Lantages, en France.
En 1607, le roi Henri IV de France permet à Jean de Poutrincourt de reprendre la colonie acadienne à condition qu'il évangélise les Amérindiens. De passage à Dieppe en 1610, il prend les services de Jessé Fleché afin d'éviter de devoir faire affaire aux Jésuites. Jessé Fleché arrive à Port-Royal à la fin mai ou au début juin 1610. Il semble que Poutrincourt souhaite évangéliser le plus grand nombre de personnes le plus rapidement possible afin de conserver les faveurs du roi, prouver l'inutilité des Jésuites en Acadie et obtenir un appui financier. Fleché ne connait pas le micmac et est donc aidé dans la catéchèse par Charles de Biencourt, fils de Poutrincourt. Le 24 juin, soit moins d'un mois après son arrivée, Fleché baptise le chef Membertou et 20 membres de sa famille. Selon Marc Lescarbot, des Amérindiens ont toutefois reçu une certaine éducation religieuse en 1606 et 1607. Selon Samuel de Champlain, Charles de Biencourt est envoyé en France peu de temps après pour annoncer la nouvelle. Les Amérindiens nomment Jessé Fleché le Patriarche. Il en baptise plus d'une centaine jusqu'en 1611. Lorsque les Jésuites Pierre Biard et Ennémond Massé arrivent dans la colonie, ils sont choqués de découvrir que les Amérindiens furent baptisés sans connaissances religieuses adéquates. Cette affaire se rend jusqu'à la Sorbonne. Les Jésuites tirent profit de cette situation et ne baptisent plus les Amérindiens adultes et en santé qu'après une longue probation. La polémique divise la colonie, le père Biard la considère excommuniée et Poutrincourt est destitué temporairement en 1612. Antoinette de Pons lui retire ses fonds et ordonne la fondation de la colonie de Saint-Sauveur, sur l'île des Monts Déserts, à l'embouchure du fleuve Pentagouët — dans le Maine actuel.
Jessé Fleché retourne en France en 1611. D'après ce qu'en rapporte son biographe André Vachon, les historiens considèrent qu'il meurt la même année.